# 涅里格利沙爾
涅里格利沙爾（阿卡德语：𒀭𒅆𒁺𒈗𒋀；英語：Neriglissar或Nergal-sharezer），是新巴比倫王國的第四任君主。他是尼布甲尼撒二世的女婿，在前560年殺害了以未米羅達而登位，在位年期為前560年－前556年，共4年。